# HiPhi X
HiPhi X – elektryczny samochód osobowy typu crossover klasy pełnowymiarowej produkowany pod chińską marką HiPhi w latach 2020–2024.

## Historia i opis modelu

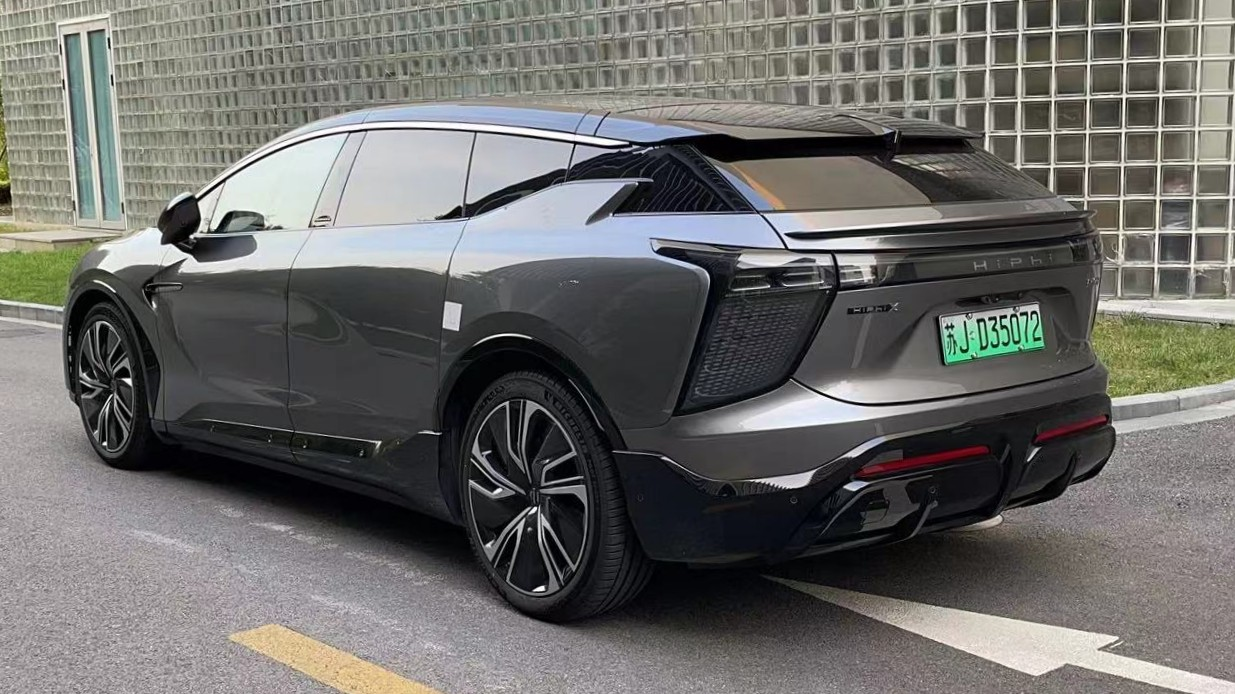
HiPhi X - tył

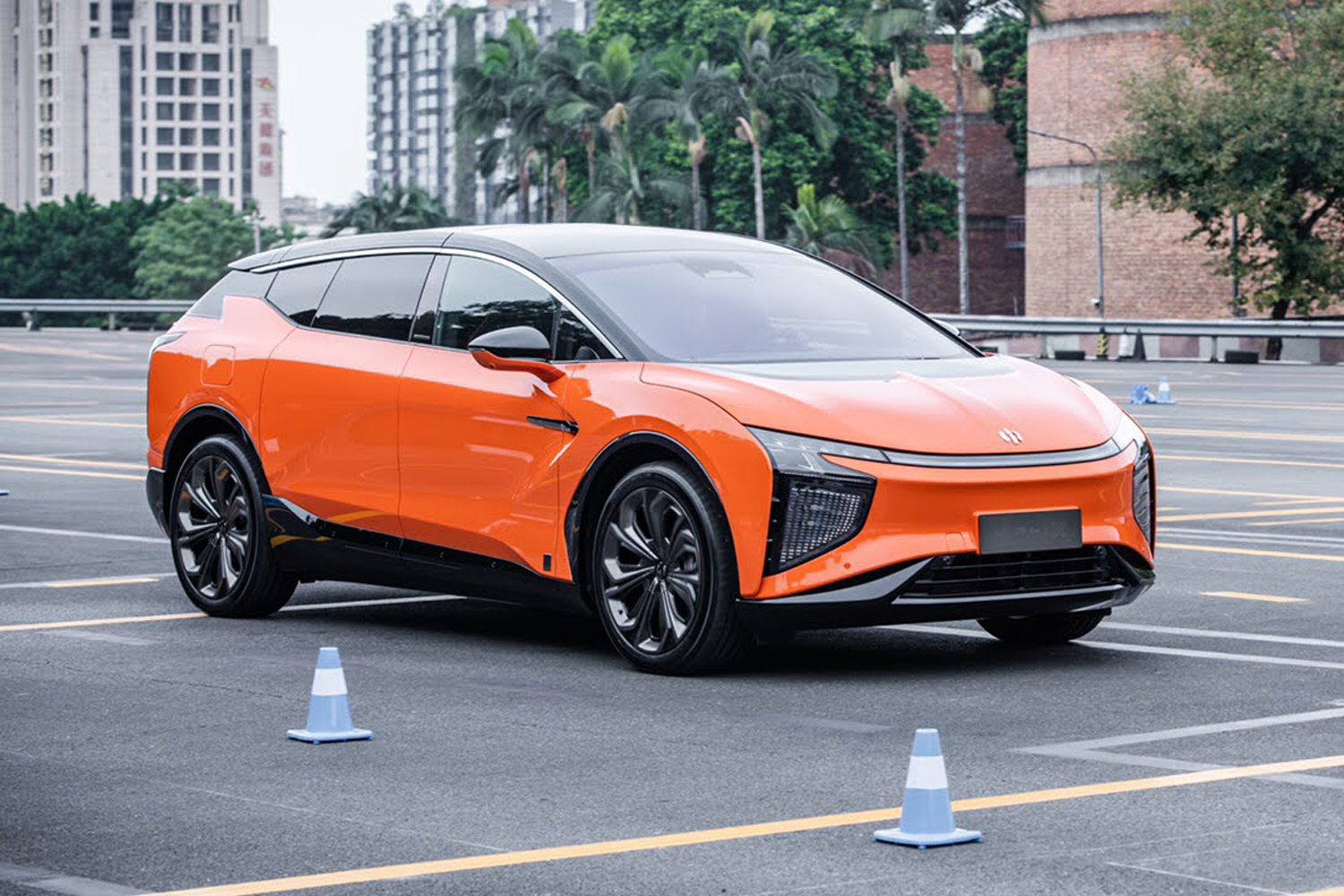
HiPhi X Founders Edition

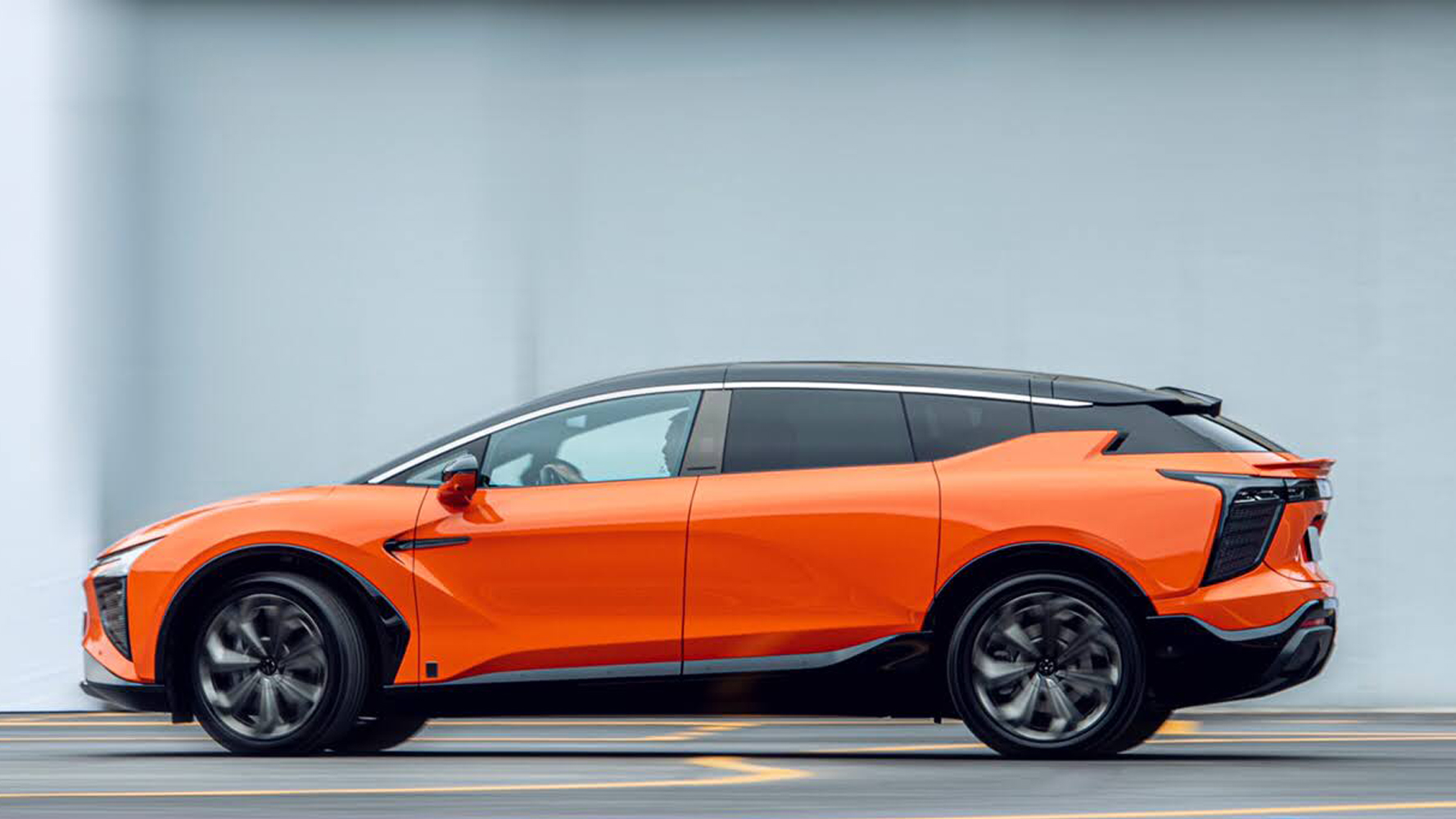
HiPhi X Founders Edition - sylwetka

Studyjną zapowiedzią pierwszego samochodu zainaugurowanej w 2018 roku nowej marki chińskiego startupu Human Horizons był prototyp HiPhi 1 Concept, który oficjalnie został zaprezentowany w lipcu 2019 roku. Awangardowo stylizowany prototyp zapowiedział kluczowe cechy wyglądu planowanego produkcyjnego modelu. Jednym z głównych inżynierów zaangażowanych w prace konstrukcyjne nad elektrycznym crossoverem był Mark Stanton, wieloletni pracownik Forda oraz Jaguar Land Rover. 
Produkcyjny model został zaprezentowany oficjalnie rok po debiucie studium, w sierpniu 2020 roku, przyjmując nazwę HiPhi X. Crossover utrzymano w futurystycznej stylistyce łączącej cechy SUV-a i limuyny, wyróżniając się krótkim zwisem przednim, masywnym i smukłym nadwoziem, dużą powierzchnią przeszkloną oraz nisko poprowadzoną, opadającą linią dachu zapewniając optymalne właściwości aerodynamiczne. HiPhi swojemu modelowi nadało charakter produktu premium, chcąc wyróżnić go nie tylko zaawansowaniem technologicznym, jak i komfortem podróżowania. Rozbudowane oświetlenie Full LED utworzyła zarówno listwa świetlna łącząca klosze reflektorów i lamp, jak i dodatkowe duże klosze wyświetlające animacje i uzupełniające oświetlenie.
Samochód w obszernym zakresie odtworzył cechy wizualne prototypu, adaptując nie tylko futuystyczną stylistykę, ale i nietypowe detale. Jednym z nich stały się bezramkowe drzwi otwierane w przeciwnych kierunkach, a także szklanymi elementami dachu uchylanymi do góry dla ułatwienia dostępu do tylnego rzędu siedzeń. Samochód opracowany został zarówno z myślą o transporcie 4 pasażerów w dwóch rzędach siedzeń, jak i 6 osób w trzech rzędach, z pojedynczym fotelem dla każdego. HiPhi X pozbawiono tradycyjnych klamek, wyposażając drzwi w czujnik zbliżeniowy.
HiPhi X zostało wyposażone w rozbudowane systemy asystujące kierowcę i pasażerów. We współpracy z firmą Microsoft opracowano technologię sztucznej inteligencji, która ustawienia parametrów pojazdu dostosowuje poprzez obserwowanie i uczenie się zachowań osób podróżujących samochodem. Elektryczny crossover zaoferował także asystent parkowania czwartego poziomu autonomii, trzeci poziom półautonomicznej jazdy, obsługę sterowania głosowego oraz rozpoznawanie twarzy.

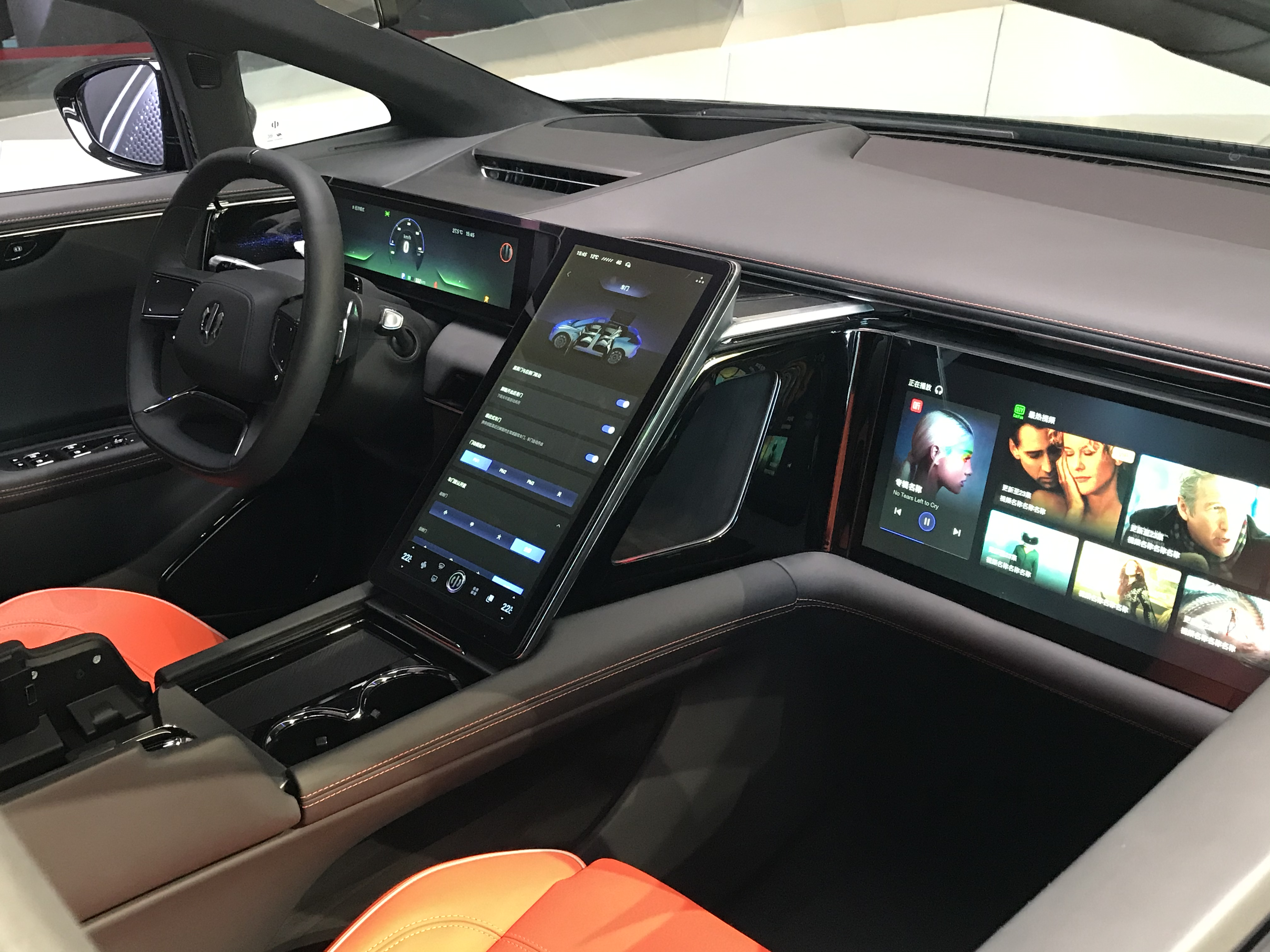
HiPhi X - kokpit

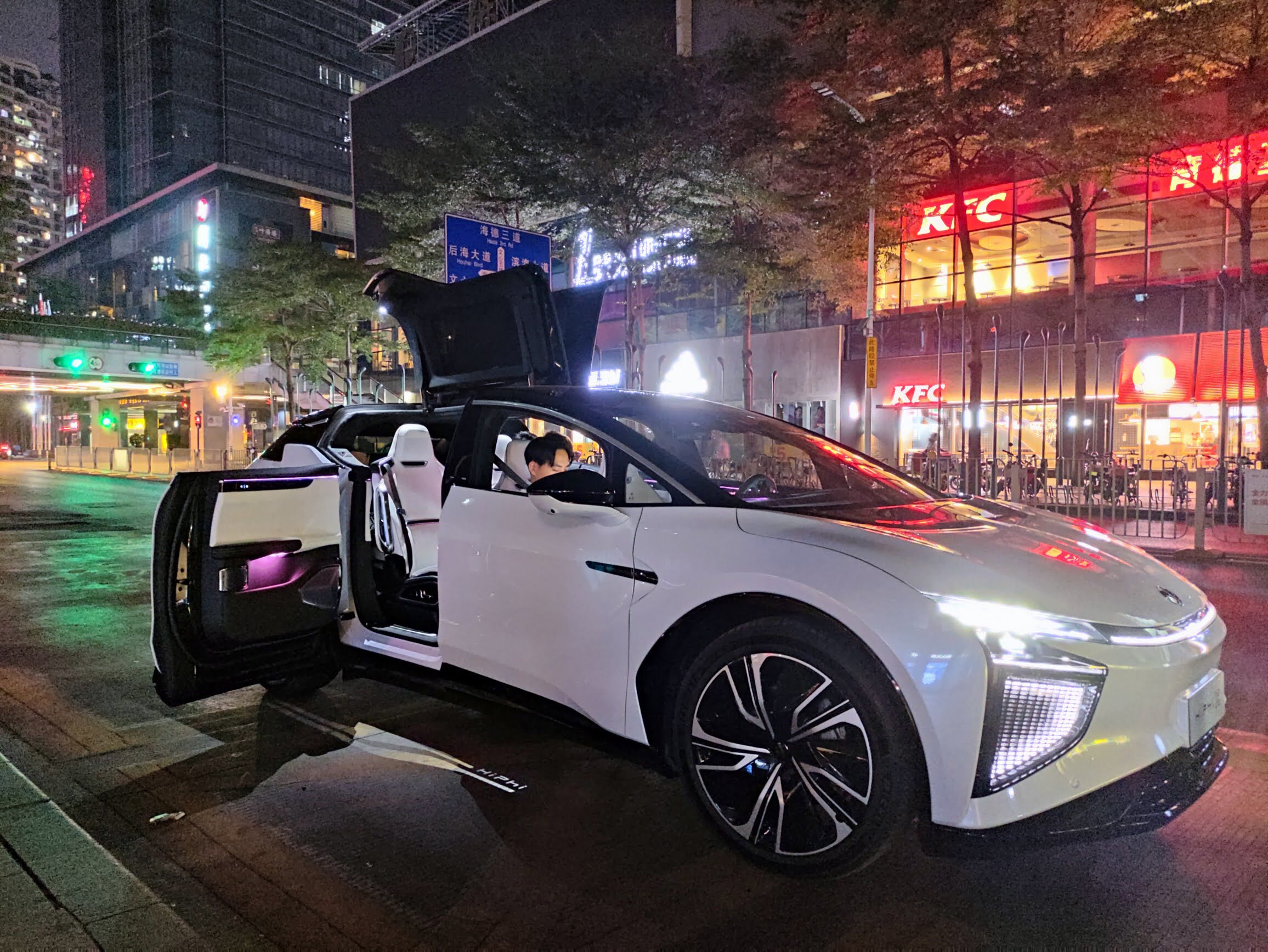
HiPhi X - otwieranie drzwi

Dla obniżonej masy całkowitej do produkcji HiPhi X wykorzystano mieszankę stali i aluminium, z kolei do wykończenia kabiny pasażerskiej wykorzystano sztuczną skórę, a także materiały pozyskane z recyklingu. Awangardowo ukształtowana deska rozdzielcza utworzona została przez trzy wyświetlacze: skrajne posłużyły za zegary dla kierowcy oraz dotykowy system rozrywkowy dla pasażera, z kolei 16,9 calowy centralny położono pod dużym kątem, dominując rozbudowaną konsolę centralną swoją pionową postacią.

### Sprzedaż
HiPhi X zbudowane zostało z myślą o lokalnym rynku chińskim, gdzie produkcja rozpoczęła się z końcem 2020 roku w zakładach produkcyjnych w Szanghaju. Dostawy pierwszych egzemplarzy do nabywców rozpoczęły się w maju 2021 roku. Jako produkt klasy premium, ceny odmiany 6-miejscowej wyniosły w momencie debiutu 680 tysięcy juanów, a 4-miejscowej - 800 tysięcy. Pierwsze 3 tysiące nabywców otrzymało dożywotnią gwarancję na samochód. Samochód odniósł rynkowy sukces, w październiku 2021 stając się najpopularniejszym luksusowym samochodem elektrycznym w Chinach. W styczniu 2022 firma wyprodukowała 5-tysięczny egzemplarz elektrycznego crossovera. W kwietniu 2023 Human Horizons zapowiedziało na koniec tego roku rozpoczęcie dostaw egzemplarzy dla nabywców na pierwszym dużym rynku eksportowym - Europie Zachodniej, poczymając od Niemiec i Norwegii.

### Dane techniczne
Układ elektryczny HiPhi X utworzył pakiet dwóch silników elektrycznych o łącznej mocy 598 KM i 820 Nm maksymalnego momentu obrotowego, rozpędzając się do 100 km/h w 3,9 sekundy i przenosząc moc na obie osie. Bateria o pojemności 97 kWh pozwala na przejecanie na jednym ładowaniu ok. 550 kilometrów. W 2022 ofertę uzupełniła tańsza odmiana Long Range z jednym silnikiem o mocy 299 KM i 410 Nm maksymalnego momentu obrotowego, pozwalając na rozpędzenie się do 100 km/h w 7,1 sekundy i przenosząc moc na tylną oś. Ta sama bateria o pojemności  97 kWh pozwoliła na przejechanie na jednym ładowaniu ok. 650 kilometrów.